# Kalábová
Kalábová je přírodní památka poblíž obce Bánov v okrese Uherské Hradiště. Důvodem ochrany je mokřad s výskytem ohrožených druhů rostlin.

## Fauna
V přírodní památce Kalábová 1 bylo zjištěno 51 druhů měkkýšů: 47 druhů suchozemských plžů, 2 druhy sladkovodních plžů a 2 druhy mlžů. V přírodní památce Kalábová 2 bylo zjištěno 19 druhů měkkýšů: 15 druhů suchozemských plžů, 2 druhy sladkovodních plžů a 2 druhy mlžů.